# Takahashi (przedsiębiorstwo)

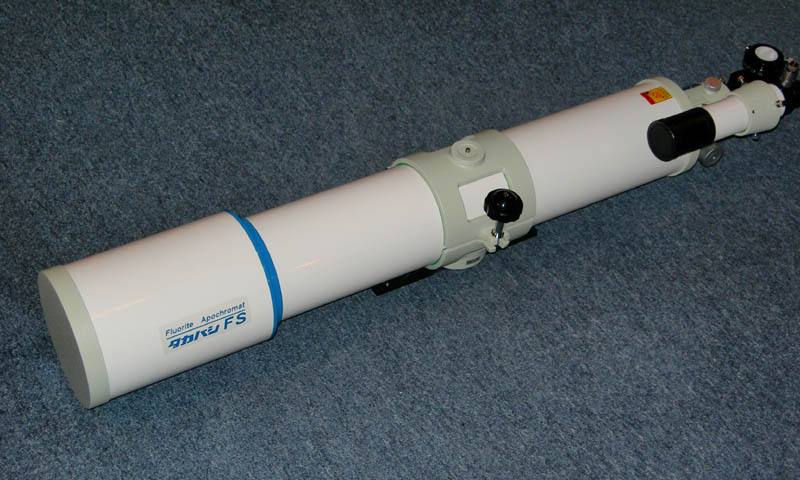
Takahashi FS-128

Takahashi Seisakusho – japońskie przedsiębiorstwo produkujące sprzęt optyczny, w większości przeznaczony do amatorskich obserwacji astronomicznych, głównie teleskopów astronomicznych, montaży do nich oraz różnego osprzętu i akcesoriów.
Przedsiębiorstwo powstało w 1967 roku. Jest znane wśród miłośników obserwacji astronomicznych na całym świecie i cieszy się wśród nich dużą renomą jako jeden z najlepszych pod względem jakości optyki i mechaniki producentów teleskopów astronomicznych na świecie. Przedsiębiorstwo znane jest przede wszystkim z produkcji bardzo wysokiej jakości refraktorów apochromatycznych, do produkcji których stosowane jest szkło fluorytowe oraz teleskopów typu Mewlon w systemie Cassegraina.
Choć ceny sprzętu firmy Takahashi liczone są zwykle w tysiącach dolarów, ma ona liczne grono entuzjastów, a posiadaczy jej produktów można spotkać coraz częściej również w Polsce. Pod względem jakości optyki firma stawiana jest w ścisłej światowej czołówce obok takich marek, jak amerykańska Astro-Physics, czy niemiecka TMB.

## Historia
Przedsiębiorstwo powstało w 1932 roku, a teleskopy zaczęło produkować w 1967 roku. Jego pierwszym produktem był niewielki refraktor achromatyczny o aperturze 65 mm i ogniskowej 900 mm. Dwa lata później przedsiębiorstwo wypuściło swój pierwszy semi-apochromat o tej samej średnicy oraz niewielki reflektor Newtona 100 mm. W 1972 Takahashi wyprodukowało pierwszy 3-elementowy pełny apochromat o aperturze 80 mm oznaczony jako TS80, zaś w 1973 swój pierwszy apochromat fluorytowy również o średnicy 80 mm oraz pierwszy paralaktyczny montaż.
W 1979 roku do produkcji wszedł produkowany po dziś dzień doskonały montaż NJP, a w roku 1981 rozpoczęto produkcje refraktorów słynnej serii FC stanowiącej całą gamę fluorytowych dubletów o aperturach od 65 do 125 mm. Seria ta produkowana była do roku 1994, kiedy zastąpiono ją serią FS – fluorytowych dubletów jednak o nieco innym układzie soczewek.
W 1983 do produkcji wszedł hiperboliczny astrograf Epsilon, zaś 2 lata później rozpoczęto produkcje seryjną „legendarnej” serii FCT – fluorytowych tripletów uznawanych przez wielu za najlepsze produkowane seryjnie refraktory wszech czasów. Do dziś przetrwał w produkcji jedynie największy z nich, o aperturze 200 mm, jednak oferowane na rynku wtórnym kilkunastoletnie mniejsze refraktory z tej serii osiągają ceny znacznie przekraczające ceny nowych, produkowanych obecnie, również bardzo zaawansowanych refraktorów serii TOA.
W roku 1989 rozpoczęto produkcje doskonałego optycznie teleskopu TSC-225 w systemie Schmidta-Cassegraina. Była to jedyna konstrukcja w tym systemie firmy Takahashi. Obecnie japońska firma nie produkuje instrumentów optycznych tego typu. Większość Schmidtów-Cassegrainów na rynku stanowią znacznie tańsze modele amerykańskich firm Meade i Celestron.
Kolejne lata to dalszy intensywny rozwój przedsiębiorstwa i wprowadzanie na rynek coraz bardziej zaawansowanego optycznie sprzętu w różnych systemach. Zakład produkcyjny przedsiębiorstwa na terenie Japonii znajduje się w Akahama, Yorii-machi, Ōsato-gun, Saitama-ken, a siedziba główna przedsiębiorstwa w tokijskiej dzielnicy Itabashi.

## Serie produkowanych obecnierefraktorów
- FS – apochromatyczne fluorytowe dublety. Do niedawna produkowano cała gamę FS-ów, obecnie w produkcji pozostał jedynie refraktor 60 mm
- SKY 90 – apochromatyczny fluorytowy dublet 90 mm.
- TSA – apochromatyczne triplety ED. Nowa seria, na razie produkowane jedynie w wersji 102 mm.
- FSQ – apochromatyczny poczwórny układ Petzval’a. Produkowane w wersji 85 i 106 mm.
- TOA – ortho-apochromat – triplet ED. Produkowane w wersjach 130 i 150 mm.
- FCT – apochromatyczny fluorytowy triplet. Niegdyś produkowano kilka różnych modeli, dziś oferowany jest jedynie z aperturą 200 mm. Funkcjonuje pogląd mówiący iż FCT-200 jest obecnie najlepszym produkowanym seryjnie refraktorem na świecie.

## Produkowane obecniereflektory
- Mewlon – Cassegrainy typu Dall-Kirkham. Oferowane w średnicach 180, 210, 250, 300 mm.
- CNC-212 – teleskop dwusystemowy – Newton-Cassegrain. Apertura – 212 mm
- Epsilon – hiperboliczne Newtony. Oferowane apertury – 180, 300, 350 mm.
- BRC-250 i FRC-300 – Ritchey–Chrétien. Apertura – 250 mm i 300 mm.
- C-400 – Cassegrain. Oferowany w aperturze 400 mm.

## Produkowane obecniemontaże paralaktyczne
- EM-11
- EM-200
- NJP
- EM-500
- EM-2500
- EM-3500